# ATR (chaîne de télévision)
Pour les articles homonymes, voir ATR.
 (octobre 2018).
Si vous disposez d'ouvrages ou d'articles de référence ou si vous connaissez des sites web de qualité traitant du thème abordé ici, merci de compléter l'article en donnant les références utiles à sa vérifiabilité et en les liant à la section « Notes et références ».
ATR (cyrillique: АТР) est une chaîne de télévision ukrainienne dont le public ciblé sont les Tatars de Crimée.